# ريتشارد بون
ريتشارد بون (بالإنجليزية: Richard Bone)‏ هو موسيقي أمريكي، ولد في 3 فبراير 1952 في أتلانتا في الولايات المتحدة.

## وصلات خارجية
- الموقع الرسمي
- ريتشارد بون على موقع IMDb (الإنجليزية)
- ريتشارد بون على موقع ميوزك برينز (الإنجليزية)
- ريتشارد بون على موقع ديسكوغز (الإنجليزية)
- ريتشارد بون على موقع قاعدة بيانات الفيلم (الإنجليزية)